# Adolfo Pérez López
Adolfo Pérez López (Cali, Colombia, 27 de septiembre de 1963) es un periodista y comentarista deportivo colombiano. También trabaja como conferencista en temas de motivación y liderazgo basado en los deportes. Actualmente está conduciendo el programa Equipo F de ESPN en su emisión para Colombia.

## Biografía
Su carrera la inició como presentador deportivo del Noticiero Nacional producido por Prego Televisión en la década de los ochenta, después en la década de los 90 estuvo en el Noticiero de las Siete producido por Programar Televisión, adicionalmente en 1993 era comentarista del Gol Caracol a través de la entonces programadora Caracol Televisión, al lado del relator William Vinasco Ch. en las eliminatorias de Estados Unidos 1994 y Francia 1998. 
También fue presentador del programa Balón de Oro para Señal Colombia y en 1998 para el canal privado Caracol Televisión también era comentarista del Gol Caracol, en 2001 Adolfo Pérez dejó el Gol Caracol, regresando en 2002 para comentar algunos partidos del mundial Corea-Japón 2002.
En 2002 Adolfo Pérez se integró al equipo del Noticiero CM& de Yamid Amat, adicionalmente presentaba La Telepolémica desde 2004 hasta 2008 al lado de Édgar Perea y Óscar Rentería Jiménez para el Canal Uno, posteriormente para Telmex. 
No obstante hizo parte de Candela Estéreo con su espacio Las Estrellas del Deporte junto a Javier Hernández Bonnet y William Vinasco Ch. entre 2005 y 2008, posteriormente en el 2009 Adolfo Pérez hizo parte del equipo de Los Astros del Deporte al lado de Javier Hernández Bonnet a través de La Z de Todelar.
Anteriormente Adolfo Pérez López fue el comentarista deportivo de la Futbolmanía RCN al lado de William Vinasco Ch., y transmitió al lado de Vinasco las transmisiones más recientes como el Fútbol Profesional Colombiano, la Eurocopa 2012, la Copa Confederaciones 2013 y El Mundial de Brasil 2014. También es presentador matutino de Noticias RCN.
En 2018 Adolfo Pérez promocionó el comercial de Pepsi y de la página de apuestas en Colombia BetPlay con Martín de Francisco, Andrea Guerrero y Mario Yepes y En 2019 presenta el programa Fox Gol Colombia de Fox Sports.
En 2021, Adolfo Pérez es conductor de un programa de ESPN FC, dirige 2 programas en RCN Internacional que se llaman "Lo mejor de la liga" y un programa de entrevistas "Fútbol en detalle". También dirige "Ahí nos vemos" programa en Teleantioquia de charlas con personajes de interés nacional como empresarios, artistas, deportistas entre otros.
Todo esto lo alterna con su actividad de conferencista internacional en temas de motivación y liderazgo basado en el deporte. Su conferencia se ha presentado con gran éxito en Colombia, Estados Unidos, Panamá y México.